# Intensieve grootheid
Een intensieve grootheid, intensieve variabele, intensieve parameter of intensiteitsparameter is een natuurkundige grootheid waarvan de waarde niet afhangt van de grootte of hoeveelheid materiaal van/in het systeem waarin ze gemeten werd. Het tegengestelde hiervan is extensieve grootheid.

## Voorbeelden
Voorbeelden van intensieve grootheden zijn:
- a, chemische activiteit
- µ, chemische potentiaal
- κ, compressiemodulus
- ρ, dichtheid
- P, druk
- U, V, elektrische spanning
- c, molaire concentratie
- M, molaire massa

- x, molfractie
- T, moment
- v, snelheid
- cp en cV, soortelijke warmte
- T, temperatuur
- λ, thermische geleidbaarheid
- α en γ, lineaire en kubieke uitzettingscoëfficiënten

Sommige grootheden zijn noch intensief, noch extensief: 
- t, tijd
- F, kracht
- L, impulsmoment

Grootheden zoals l, lengte, h, hoogte, en A, oppervlakte, zijn tussenvormen: als bijvoorbeeld blokken van gelijke hoogte naast elkaar gelegd worden blijft de hoogte gelijk, maar als blokken met hetzelfde grondvlak gestapeld worden, worden de hoogtes opgeteld.
Voor intensieve grootheden wordt meestal over "laag" en "hoog" gesproken: "lage spanning" en "hoge spanning" en niet: "kleine spanning" en "grote spanning". Het is ook: "hoge concentratie" of "hoog gehalte" en niet "groot". Er wordt ook over een "hoge of lage dichtheid" gesproken en niet over een "grote of kleine dichtheid".
Bij extensieve grootheden wordt juist meestal wel over "klein" en "groot" gesproken. Voorbeelden zijn een klein volume en een kleine massa.